# Zielballistik
Die Zielballistik (auch: Terminalballistik oder Endballistik) beschreibt als ein Teilgebiet der Ballistik das Verhalten von Projektilen beim Auftreffen auf ein Ziel, Eindringen in ein Ziel oder beim Durchdringen eines Zieles. Ziele können verschiedene Arten von Körpern im physikalischen Sinne sein; sowohl feste, flüssige als auch gasförmige Körper. Das ballistische Verhalten des Geschosses hängt dabei von der Schussentfernung, der Geschossform und vom Drall ab
Im Bereich der Waffenforschung simuliert man weiche Ziele oftmals mit Materialien wie ballistischer Gelatine oder Seife. Wenn das Ziel ein menschlicher oder ein tierischer Körper ist, verwendet man auch den Begriff Wundballistik.

## Weichziele
Das zielballistische Verhalten der bei modernen Gewehren eingesetzten Ogivalgeschosse hängt von der Schussentfernung und der Geschosskonstruktion ab.
Durch den Drall gezogener Läufe rotieren die Geschosse um ihre Längsachse, was sie am fortschreitenden Kippen und Überschlagen hindert. Störungen wie Wirbelbildung in der Umströmung bewirken eine gewisse Abweichung der Geschoss(rotations)achse von der Flugbahn, dadurch greift die Widerstandskraft der durchflogenen Luft nicht zentral, sondern neben dem Schwerpunkt des Geschosses an. Dieses Kippmoment lässt das Geschoss als Kreisel mit seiner Rotationsachse auf einem Kegel um die momentane Richtung der Flugbahn präzedieren. Diese Frequenz der Präzession ist kurz nach dem Abschuss so am stärksten und nimmt durch die mit der Fluggeschwindigkeit abnehmende Luft-Widerstandskraft mit der Flugdauer ab. Dass auch der Winkel der Präzession abnehmen kann, ist ein komplexerer Dämpfungsvorgang.
Die Präzession bestimmt das Verhalten beim Durchdringen relativ weicher Medien wie etwa Holz. Bei hoher Präzession, wie sie auf kürzere Schussdistanzen zu erwarten ist, kann sich ein Geschoss mit geringer Deformationsneigung im Zielmedium überschlagen, was durch die hecklastige Konstruktion moderner Langgeschosse begünstigt wird. Durch den größeren Querschnitt beim Überschlagen wird sehr rasch Bewegungsenergie an das Zielmedium abgegeben. Das verringert die Durchschlagswirkung und vergrößert gegebenenfalls die temporäre Wundhöhle. Unter Umständen können solche Geschosse durch die hohen Kräfte beim Überschlag zerbrechen. Auf größere Distanzen, wenn die Präzession eines Geschosses abgenommen hat, kann der Drall das Geschoss beim Durchdringen eines weichen Zielmediums stabilisieren. Das kann dazu führen, dass die Durchschlagsleistung eines Geschosses bei steigender Schussentfernung zunächst zunimmt. So liegt die Eindringtiefe eines Geschosses einer Patrone .30-06 in trockenen Sand bei einer Geschwindigkeit von 508 m/s bei 33 cm gegenüber einer Eindringtiefe von 16 cm bei 823 m/s.
Die Bewegung von Deformationsgeschossen kann durch das Aufpilzen nach dem Eindringen ins Ziel auch bei hoher Geschwindigkeit stabil bleiben. Durch den großen Querschnitt des deformierten Geschosses wird die Bewegungsenergie schnell an das Zielmedium abgegeben, wodurch sich die Durchschlagswirkung verringert.

## Hartziele
Damit ein Projektil rein durch sich selbst, also nur durch kinetische Energie und nicht wie bei Hohlladungs- und Quetschkopfmunition mithilfe von Sprengstoff, ein Hartziel durchdringen kann, sind zum Teil deutlich andere Bedingungen notwendig als bei Weichzielen. Das liegt vor allem daran, dass viele Hartziele wie z. B. Panzer speziell gegen die typischen Projektile zur Bekämpfung von Weichzielen entwickelt wurden.
Bei massiven Hartzielen kann nur eine ausreichende Durchschlagskraft erreicht werden, wenn das auftreffende Geschoss über hohen Impuls in der Lage ist, durch den Druck beim Aufprall die Fließgrenze des Zielmediums zu überwinden, ohne dass es selbst durch den Druck zu stark deformiert wird. Deswegen haben panzerbrechende Massivgeschosse meist eine große Masse, enthalten spezifisch dichte und harte Materialien (z. B. Wolfram) und werden mit deutlich höherer Mündungsgeschwindigkeit abgefeuert als Projektile für Weichziele.